# Euploea meyeri
Euploea meyeri är en fjärilsart som beskrevs av Carl Heinrich Hopffer 1874. Euploea meyeri ingår i släktet Euploea och familjen praktfjärilar. Inga underarter finns listade i Catalogue of Life.